# Vloedbranding

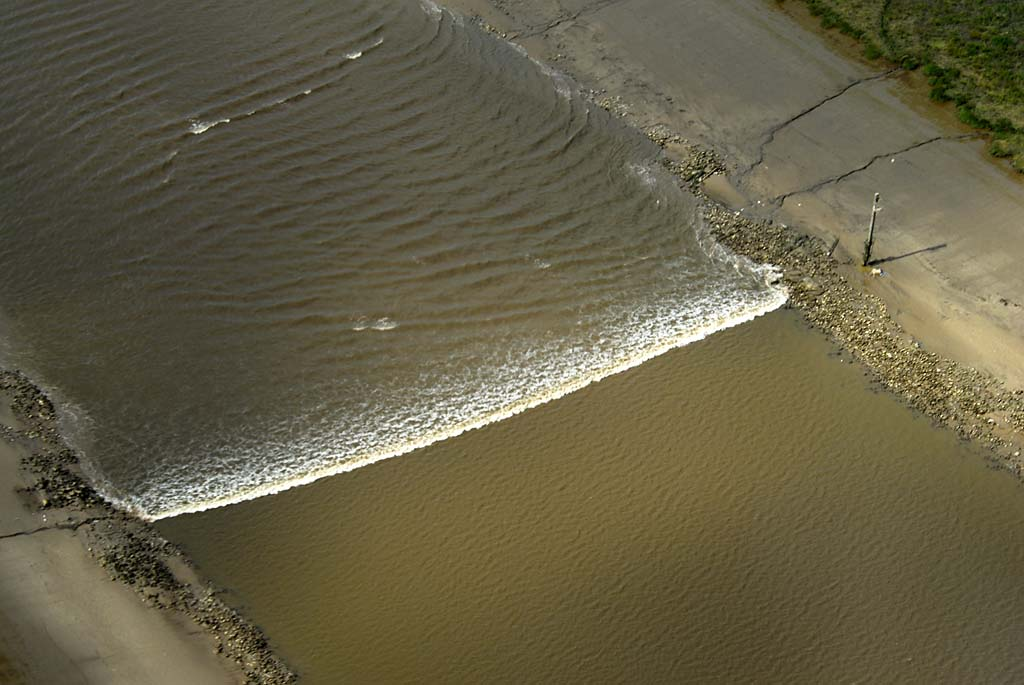
Vloedbranding

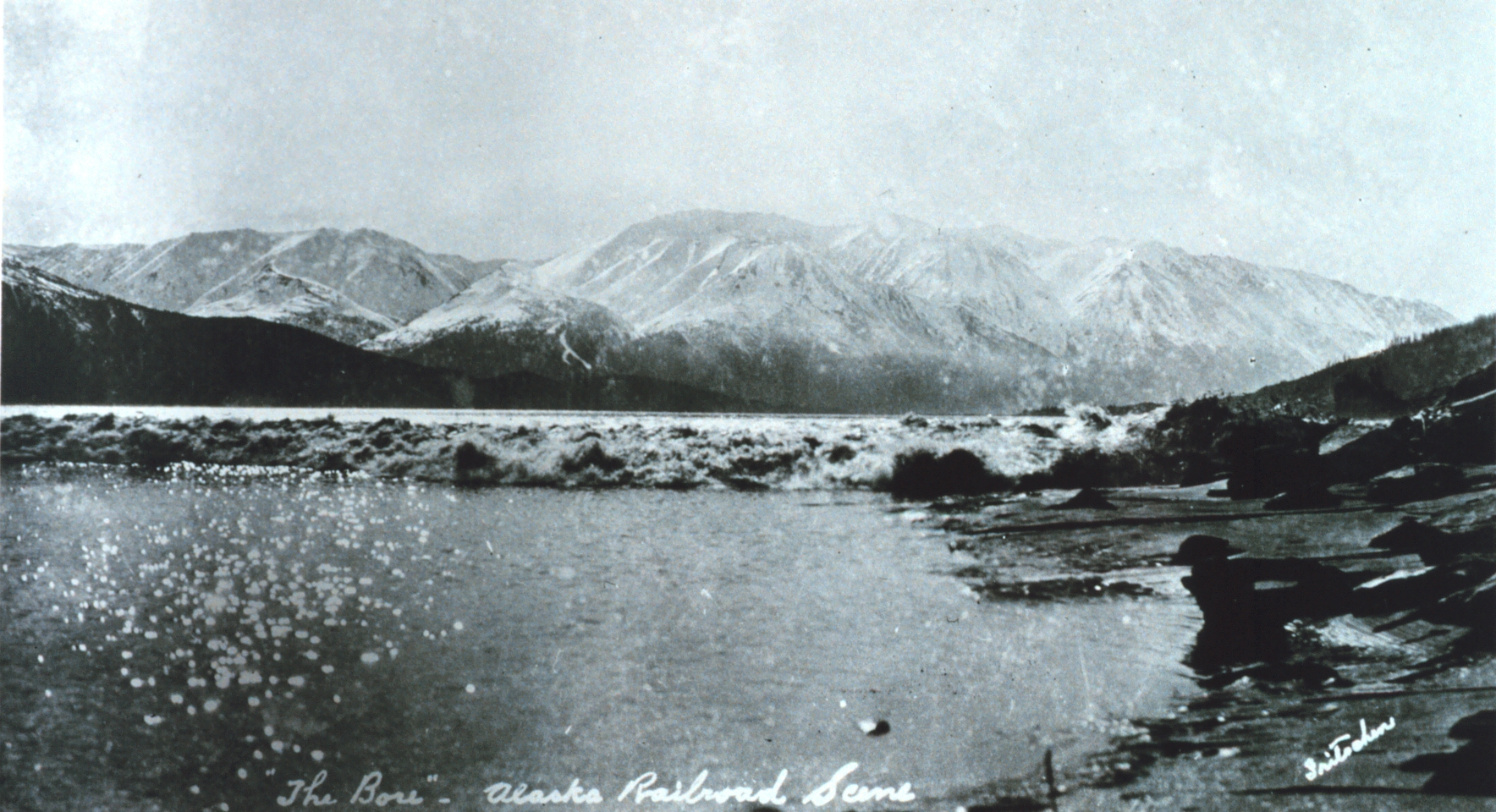
Vloedbranding in Upper Cook Inlet, Alaska

Vloedbranding of bore is een getijdenfenomeen waarbij tijdens vloed de getijgolf als een muur van water een rivier of smalle baai stroomopwaarts binnendringt. Vooral tijdens springtij kan dit sterk optreden. Het is een echte vloedgolf, niet te verwarren met een tsunami. In de negentiende eeuw werd dit verschijnsel in Nederland een rolbaar genoemd, ook wordt wel de Franse naam mascaret gebruikt. 
Wereldwijd gezien vindt vloedbranding op relatief weinig locaties plaats en dan meestal op plaatsen met een groot verschil tussen eb en vloed (meer dan 6 meter), en waar het binnenkomend getij wordt getrechterd vanuit een brede baai naar een smallere rivier of baai. De trechtervorm verhoogt niet alleen het getij, het kan ook de duur van de vloed verkorten, zodat de vloed plaatsvindt als een plotselinge verhoging van het waterpeil.
Vloedbranding is er in verschillende vormen: van een enkele brekende golf tot een geleidelijke golf die gevolgd wordt door een trein van kleinere golven. Grote vloedbrandingen kunnen gevaarlijk zijn voor de scheepvaart, maar maken ook riviersurfen mogelijk.

## Rivieren bekend om vloedbranding

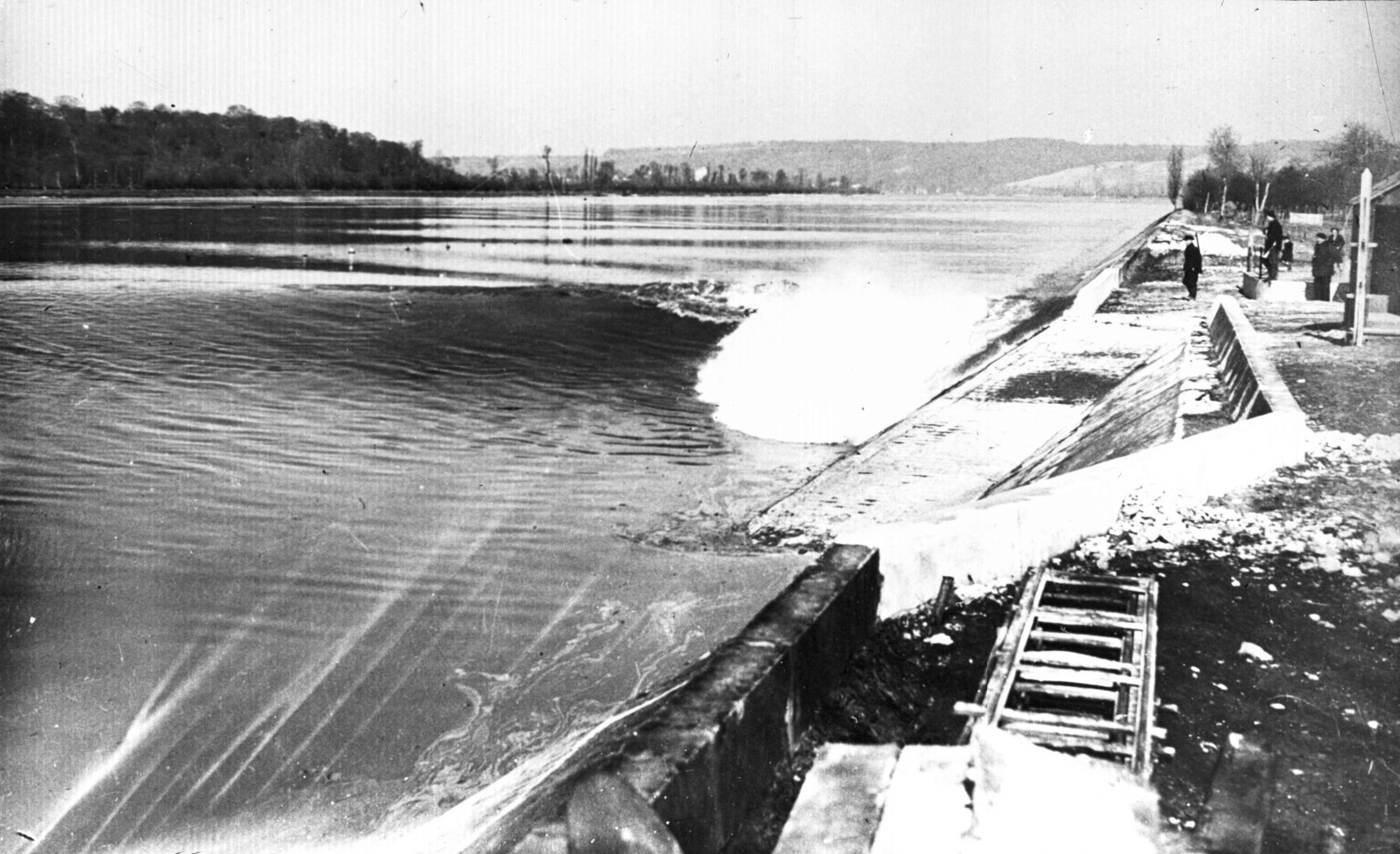
De Mascaret op de Seine, rond 1920

### Europa
- Durme, België, zeldzaam, enkel bij springtij, en slechts enkele centimeters hoog
- Severn, Wales / Engeland tot 2 meter hoog;
- Trent, de Aegir, tot 1,5 meter hoog;
- Dordogne, Frankrijk;
- Garonne, Frankrijk;
- Seine, Frankrijk, had een grote vloedbranding, genaamd de mascaret, tot de jaren 60, maar sindsdien is de golf praktisch verdwenen door baggeren;

### Australië
- Daly, Noordelijk Territorium, Australië.

### Azië
- Brahmaputra, India, Bangladesh;
- Indus, Pakistan;
- Qiantang Jiang, China, die 's werelds grootste vloedbranding heeft, tot 9 meter hoog, met een snelheid van maximaal 40 kilometer per uur;
- Batang Lupar of Lupar Rivier, bij Sri Aman, Maleisië. De vloedbranding heet daar benak.

### Noord-Amerika
- Petitcodiac Rivier in de Fundybaai, New Brunswick, Canada, vroeger de grootste vloedbranding in Noord-Amerika, meer dan 2 meter hoog. Nu slechts nog een rimpeling door wegenaanleg en dichtslibbing;
- Shubenacadie Rivier, ook bij de Baai van Fundy, Nova Scotia. Wanneer de vloedbranding aankomt, worden lege rivierbeddingen gevuld. De golf is hoger en sneller in de smalste riviertjes die uitkomen in de baai. De vloedbranding heeft aan enkele toeristen in de lege rivierbeddingen het leven gekost;
  - Turnagain in Cook Inlet, Alaska. Tot 2 meter hoog en 20 kilometer per uur.

### Zuid-Amerika
- Amazone in Brazilië, tot 4 meter hoog, met een snelheid van maximaal 25 kilometer per uur. Lokaal bekend als de pororoca;
- Mearim in Brazilië;
- Araguari in Brazilië.